# Ingemar Haraldsson
Ingemar Haraldsson (3 dicembre 1928 – 19 marzo 2004) è stato un calciatore svedese, di ruolo portiere.

## Carriera
Giocò 90 partite nell'Allsvenskan con l'Elfsborg.